# Wälder im südlichen Solling
Wälder im südlichen Solling este o arie protejată (sit de importanță comunitară — SCI) din Germania întinsă pe o suprafață de 1.029,89 ha, integral pe uscat.

## Localizare
Centrul sitului Wälder im südlichen Solling este situat la coordonatele 51°40′55″N 9°29′48″E / 51.6819°N 9.4967°E.

## Înființare
Situl Wälder im südlichen Solling a fost declarat sit de importanță comunitară în ianuarie 2005 pentru a proteja 6 specii de animale.

## Biodiversitate
Situată în ecoregiunea continentală, aria protejată conține 3 habitate naturale: Cursuri de apă de la nivel de câmpie la nivel montan, cu vegetație Ranunculion fluitantis și Callitricho-Batrachion, Păduri de fag Luzulo-Fagetum, Păduri aluvionare cu Alnus glutinosa și Fraxinus excelsior (Alno-Padion, Alnion incanae, Salicion albae).
La baza desemnării sitului se află mai multe specii protejate:
- mamifere (2): liliac cu urechi mari (Myotis bechsteinii), liliac comun (Myotis myotis)
- nevertebrate (4): libelule (Leucorrhinia pectoralis), Limoniscus violaceus, rădașcă (Lucanus cervus), Osmoderma eremita Complex